# Dance With the Dead
Dance With the Dead es un dúo estadounidense de metal synth (heavy metal y synthwave) formado por Justin Pointer y Tony Kim. Producen música electrónica a partir de melodías hechas con sintetizadores, con la peculiaridad de tener un sonido inspirado en los años ochenta, así como riffs de guitarra eléctrica debido a su pasado en el heavy metal. Estos dos músicos se conocen desde pequeños e incluso fueron vecinos, han tocado la guitarra desde pequeños hasta hoy en sus composiciones y en sus conciertos. Sus influencias varían entre bandas de metal como Mötley Crüe, Pantera o Def Leppard y pilares electrónicos como Daft Punk o Kavinsky. Su universo visual se centra en temas de películas de terror, especialmente Frankenstein, así como en las melodías de sus temas. Debutaron en 2013 con el álbum Out of Body, que fue lanzado durante la celebración de Halloween. En sus conciertos la guitarra eléctrica tiene un gran protagonismo, siendo un elemento imprescindible de su música. También han compuesto canciones con el hijo del famoso cineasta y compositor John Carpenter.

## Discografía

### Álbumes de estudio
- Out of Body (2013)
- Near Dark (2014)
- The Shape (2016)
- B-Sides: Vol.1 (2017)
- Loved to Death (2018)
- Driven to Madness (2022)
- Dark Matter (2024)

### EPs
- Into the Abyss (2014)
- Send the Signal (2014)
- Blackout (2020)
- Dark Matter (2024)

### Sencillos
- «The Poison» (2015)
- «The Man Who Made a Monster» (2016)
- «Riot» (2018)
- «From Hell» (2019)
- «Tension» (2019)
- «Sledge» (2022)
- «Hex» (2022)

### Remezclas
- «Ghost» de Chelsea Lankes (2014)
- «The Deepest Blue» de Kristine (2014)
- «Assault on Precinct 13 Theme» de la BSO de Asalto a la comisaría del distrito 13 (2015)
- «Master of Puppets» de Metallica (2015)
- «Doubt» de Good Knives (2015)
- «Gremlins Theme» de la BSO de Los gremlins (2015)
- «Paint It Black» de The Rolling Stones (2016)
- «Neo Tokyo» de Scandroid (2016)
- «Around The World» de Daft Punk (2017)
- «We Will Rock You» de Queen (2017)
- «Kickstart My Heart» de Mötley Crüe (2018)
- «Unspoken» de The Dead Daisies (2020)
- «Takes All Night» de LeBrock (2021)
- «Holy Ground» de The Dead Daisies (2021)